# 諸葛青雲
諸葛青雲（1929年—1996年），本名張建新，是武侠小说作家。

## 生平
1929年，出生于山西省解縣，毕业于台北行政專校（即國立臺北大學前身）。曾任總統府第一局科員。諸葛青雲雅好詩詞古典文學，文筆極佳。年青時，在台灣春秋出版社，無償為老一輩武俠小說家潤飾文章與題寫書名，呂社長鼓勵其不如自行撰寫小說。
1958年以筆名諸葛青雲，發表第一部作品《墨劍雙英》，即祖述《蜀山》至寶紫青雙劍封存遺事，惜未完。筆名諸葛青雲意在與臥龍生並駕齊驅。
1959年在《自立晚报》連載《紫電青霜》名噪一時、其姊妹作《天心七劍蕩群魔》更一舉成名。其創作文風深受還珠樓主《蜀山劍俠傳》的影響。《天心七劍蕩群魔》寫武林十三奇正邪之爭與少年俠侶葛龍驤、柏青青之情海波濤，跌宕有致；但仍不脫《蜀山》人物、玄功及神禽、怪獸影子，極富奇幻色彩。
其前期作品另如《半劍一鈴》、《折劍為盟》、《鐵劍朱痕》、《劍海情天》、《彈劍江湖》及《一劍光寒十四州》等書，均以「劍」為名；而《荳蔻干戈》、《玉女黃衫》、《霹靂薔薇》、《劫火紅蓮》、《奼女雙雄》、《霸王裾》乃至《咆哮紅顏》、《武林三鳳》等書，則又大發「雌威」，於剛健婀娜中搖曳生姿。正惟其愛寫文采風流的江湖兒女，滿口詩詞歌賦，乃建立「才子型」武俠風格──與香港名家梁羽生同好，可謂無獨有偶了。以其為名的作品六十餘部，不少是請人代筆，古龙、倪匡、司马紫烟、独孤红、隆中客、萧瑟等人，都曾先後為其捉刀。可惜1980年代後，江郎才盡，曾想藉金庸之名重新振作，未待金庸同意即發表了《大寶傳奇》與《大俠令狐沖》兩部，續貂金庸的《笑傲江湖》及《鹿鼎記》，文華不再，多有劣評，其後淡出文界。
諸葛青雲在文壇以道義聞名，《武俠世界》創辦人羅斌曾說，旗下小說家中只有臺灣的諸葛青雲、香港的倪匡不向他借錢，也不預支稿費。但諸葛青雲以愛美食、愛打麻將聞名，也與古龍、臥龍生一樣慣於在歡場一擲千金，卻又「發乎情，止乎禮」，與女歌星李少梅相好卻只待之為紅顏知己，李少梅最後下堂求去。諸葛青雲之後轉投資電影失敗，終至一文不名。
潦倒時，好友燕青曾為其介紹工作，諸葛青雲原本開心接受，隔天卻覺得慕容美比他更潦倒，執意將工作讓給他。

### 前期作品
- 《半劍一鈴》
- 《折劍為盟》
- 《鐵劍朱痕》
- 《劍海情天》
- 《彈劍江湖》
- 《墨劍雙英》『1958年』出版。
- 《紫電青霜》『1959年7月』出版。
- 《一劍光寒十四州》『1960年1月』出版。
- 《天心七劍蕩群魔》『1960年8月』出版。

### 作品
- 《釵影龍魂》（十二追魂十二釵），原載於《武俠世界》,1970
- 《黑道行》，原載於《武俠世界》,1973
- 《殺伐世家》，原載於《武俠世界》,1973
- 《鋒鏑情鴛》，原載於《武俠世界》,1976
- 《雲海雙英》，原載於《武俠世界》,1979
- 《五嶽英豪傳》，原載於《武俠世界》,1980
- 《鬼魅江湖》，署名「武陵客」，原載於《武俠世界》,1984
- 《珠緣佛劫龍鳳配》，署名「武陵客」，原載於《武俠世界》,1985
- 《荳蔻干戈》
- 《玉女黃衫》
- 《霹靂薔薇》
- 《劫火紅蓮》
- 《奼女雙雄》
- 《霸王裾》
- 《咆哮紅顏》
- 《武林三鳳》